# Нина Ромберг
Нина Ромберг (на английски: Nina Romberg) е американска писателка на бестселъри в жанра любовен роман, хорър и фентъзи. Пише под псевдонима Джейн Арчър (на английски: Jane Archer) и две произведения под общия псевдоним Аса Дрейк (на английски: Asa Drake) с писателя Клойс Дийн Андерсън (на английски: C. Dean Andersson).

## Биография и творчество
Нина Ромберг Андерсън е родена през 1945 г. в Тексас, САЩ.
Завършва през 1966 г. колежа „Килгор“ в Килгор, Тексас. Получава бакалавърска степен от Университета на Северен Тексас през 1968 г. На 31 октомври 1971 г. се омъжва за Клойс Дийн Андерсън, писател.
В периода 1973-1974 г. учи в Калифорнийския университет в Лос Анджелис. Работи като графичен дизайнер и творчески директор на издателство в Тексас.
През 1978 г. е издаден първия ѝ любовен роман „Непокорна страст“ под псевдонима Джейн Арчър, който става бестселър и се продава в над половин милион екземпляра. От следващата година тя се посвещава на писателската си кариера.
Нина Ромберг живее със семейството си в Ричардсън, Тексас.

## Произведения

### Като Джейн Арчър

#### Самостоятелни романи
- Непокорна страст, Tender Torment (1978)
- Rebellious Rapture (1980)
- Spring Dreams (1983)
- Satin and Silver (1986)
- Hidden Passions (1987)
- Captive Dreams (1988)
- Captive Desire (1989)
- Rebel Seduction (1990)
- Bayou Passion (1991)
- Wild Wind! (1993)
- Silken Spurs (1993)
- Out of the West (1996)
- Maverick Moon (1997)

#### Документалистика
- Texas Indian Myths & Legends (2000)
- The First Fire: Stories of the Cherokee, Kickapoo, Kiowa, and Tigua (2005)

### Като Нина Ромберг

#### Серия „Мариан Уинчестър“ (Marian Winchester)
1. The Spirit Stalker (1989)
2. Shadow Walkers (1993)

#### Сборници
- Dark Seduction, Tales of Erotic Horror (2001)

#### Разкази
- Horror Heaven (1993) – с К. Дийн Андерсън
- The Return of Janis (1994

### Като Аса Дрейк

#### Самостоятелни романи
- Crimson Kisses (1981) – с К. Дийн Андерсън
- Lair of Ancient Dreams (1982) – с К. Дийн Андерсън